# Touch (TV-serie)
Touch är en amerikansk TV-dramaserie inom områdena religiös mystik, konspirationer och vetenskap på gränsen till science fiction, skapad av Tim Kring. Serien hade premiär på Fox Broadcasting Company den 25 januari 2012, och som avslutades efter två säsonger (2 x 13 avsnitt) i maj 2013. Den har visats i närmare 60 länder, i Sverige av Kanal 11, och visas av internetbaserade nätverk för streaming som Netflix. Den nominerades till två Primetime Emmy Awards och diverse andra pris, men har endast tilldelats ett ASCAP Awards för bästa filmmusik 2013 (Lisa Coleman och Wendy Melvoin).

## Huvudsaklig handling
Serien följer en ensamstående far, Martin Bohm (spelad av Kiefer Sutherland), som kämpar för att få behålla sin till synes autistiske 11-årige son Jake (David Mazouz) som aldrig yttrat ett ord. I själva verket tar sonen emot en konstant ström viktig information och fadern lär sig att sonen kommunicerar genom att visa nummerserier. Genom att följa dessa tal, som dyker upp i olika sammanhang ute i samhället, kan människor hjälpas och till och med liv räddas.
I början är socialtjänsten, som hotar att omhänderta Jake, den omedelbara fienden. Martin tvingas att ta sonen och fly tvärs över landet, efterlyst efter att ha motsatt sig fosterhemsplacering och därför fritagit sonen från en observationsinläggning. Det står nämligen snart klart att ett multinationellt bolag som forskar på unika hjärnor är ute efter personer som Jake, och att makthavare inom både socialtjänst och polis är mutade av detta företag. Det visar sig också att Jake enligt judisk mystik är en av de 36 gömda rättfärdiga som måste finnas på jorden för att det goda ska ha övertaget, och att det multinationella företaget är ute efter Jake och de andra för att ur deras hjärnor dra fram alla siffror i den gudomliga sekvens som skulle möjliggöra att framtiden kan förutspås på alla områden. En annan fiende är en katolsk präst – som är en av de dolda 36 – och som efter ett psykologiskt sammanbrott fått för sig att ingen människa får ha kunskaper förbehållna Gud, och som därför tagit på sig uppdraget att hitta och avliva de dolda en efter en. 